# Euryphura
Euryphura là một chi bướm trong phân họ Limenitidinae.

## Các loài
Các loài xếp theo thứ tự bảng chữ cái.
- Nhóm loài prophyrion
  - Euryphura porphyrion (Ward, 1871)
  - Euryphura togoensis Suffert, 1904
- Nhóm loài aclys
  - Euryphura achlys (Hopffer, 1855)
  - Euryphura albimargo Joicey & Talbot, 1921
  - Euryphura chalcis (C. & R. Felder, 1860)
  - Euryphura isuka Stoneham, 1935
  - Euryphura plautilla (Hewitson, 1865)
- Nhóm loài không rõ
  - Euryphura athymoides Berger, 1981
  - Euryphura aurantiaca Aurivillius, 1898
  - Euryphura concordia (Hopffer, 1855)
  - Euryphura ducarmei Hecq, 1990
  - Euryphura euthalioides Schultze, 1915
  - Euryphura nobilis Staudinger, 1891
  - Euryphura ochracea Bartel, 1905
  - Euryphura oliva Suffert, 1904
  - Euryphura vansomereni Jackson, 1956